# 10116 Robertfranz
10116 Robertfranz eller 1992 SJ2 är en asteroid i huvudbältet som upptäcktes den 21 september 1992 av de båda tyska astronomen Freimut Börngen och Lutz D. Schmadel vid Tautenburg-observatoriet. Den är uppkallad efter den tyske tonsättaren Robert Franz.
Asteroiden har en diameter på ungefär 9 kilometer och den tillhör asteroidgruppen Eos.